# Martin Rosik
Martin Rosik (* 27. Februar 1901 in Velbert; † 7. Juni 1955) war ein deutscher Politiker (SPD).

## Ausbildung und Beruf
Nach dem Besuch der Volksschule absolvierte Rosik eine Formerlehre und arbeitete bis 1939 als Former. 1939 bis 1942 war er Vorarbeiter und ab 1942 als Technischer Angestellter tätig. Er wurde 1945 Vorstandsmitglied der IG Metall und 1953 Vorsitzender der Vertreterversammlung der Maschinenbau- und Kleineisenindustrie-Berufsgenossenschaft.

## Politik
Rosik trat 1914 der SPD bei. Er wurde 1945 Mitglied im Rat der Stadt Velbert, wurde 1947 SPD-Ortsvorsitzender in Velbert und amtierte von August 1947 bis Dezember 1950 sowie erneut von November 1952 bis zu seinem Tod als Bürgermeister der Stadt Velbert.
Er gehörte vom 13. Juli 1954 bis zum 7. Juni 1955 dem nordrhein-westfälischen Landtag an.